# Gnoma (chrząszcz)
Gnoma – rodzaj tropikalnego chrząszcza z rodziny kózkowatych, podrodziny Lamiinae. Do rodzaju Gnoma należy ponad 30 gatunków chrząszczy charakteryzujących się bardzo wydłużonym przedtułowiem, ustawionym pod ostrym kątem względem długiej osi tułowia i odwłoka, przez co ich głowa znajduje się powyżej reszty ciała. Znane są z Nowej Gwinei, Indonezji, Malezji, wysp Pacyfiku. Wśród tych owadów obserwuje się dymorfizm i dychromizm płciowy.

## Systematyka
- Gnoma admirala Dillon et Dillon, 1951
  - Gnoma admirala admirala Dillon et Dillon, 1951
  - Gnoma admirala pallida Dillon et Dillon, 1951
- Gnoma affinis Boisduval, 1835
- Gnoma agroides Thomson, 1860
- Gnoma albotesselata Blanchard, 1853
- Gnoma antilope Dejean
- Gnoma atomaria Guérin de Ménéville, 1834
- Gnoma australis Schwarzer, 1926
- Gnoma boisduvali Plavilstshikov, 1931
- Gnoma clavipes Fabricius
- Gnoma confusa Thomson, 1865
- Gnoma ctenostomoides Thomson
- Gnoma denticollis
- Gnoma dispersa Pascoe, 1866
- Gnoma giraffa Schreibers, 1801
- Gnoma jugalis Newman, 1842
  - Gnoma jugalis samar Dillon et Dillon, 1951
  - Gnoma jugalis meridionalis Schwarzer, 1929
- Gnoma longicollis Fabricius
- Gnoma luzonica
  - Gnoma luzonica bilaras Dillon et Dillon, 1950
  - Gnoma luzonica transica Kriesche, 1936
- Gnoma luzonicum Erichson, 1834
- Gnoma nicobarica Breuning, 1936
- Gnoma nodicollis
- Gnoma plumigera Westwood
- Gnoma pseudosuturalis Schwarzer, 1926
- Gnoma pulvurea Pascoe, 1866
  - Gnoma pulvurea pulvurea Pascoe, 1866
  - Gnoma pulvurea subgrisea Gressitt, 1952
- Gnoma purpurea Perty
- Gnoma rugicollis Fabricius
- Gnoma sticticollis
- Gnoma subfasciata Thomson, 1865
- Gnoma suturalis Westwood, 1832
- Gnoma uniformis Dillon et Dillon, 1951
- Gnoma zonaria (Linnaeus, 1758)
  - Gnoma zonaria zonaria (Linnaeus, 1758)
  - Gnoma zonaria albovaria Breuning, 1945